# Győrffy-Bengyel Sándor
Bobai Győrffy-Bengyel Sándor (Budapest, 1886. február 15. – Budapest, 1942. június 14.) magyar politikus, titkos tanácsos, honvéd tábornok, a Bárdossy- és a Kállay-kormány közellátásügyi tárcanélküli minisztere.

## Élete
Polgári származású Bengyel György és Kriszt Irén gyermekeként Budapesten született. Apai nagyszülei, idősebb Bengyel György (1818–1889), budapesti kereskedő és háztulajdonos, és Bauer Jozefa (1831–1890) voltak. 1899–1902 között a soproni katonai főreáliskola növendéke. 1902–1905-ben a Ludovika Akadémián tanult és 1905-ben avatták hadnaggyá.
A katonai ranglétrán haladva 1910-ben főhadnagy, majd 1915-ben százados lett. 1912-ben elvégezte a Theresianum Katonai Akadémiát. Első feleségétől, Maloschik Edittől született fia Győrffy-Bengyel György (1916-1942) honvédtiszt, főhadnagy (néhány hónappal édesapja halála után esett el a keleti fronton), majd leánya: Nényei Zoárdné Győrffy-Bengyel Edit (1918-2009). Felesége és másodszülött fia, Sándor (*1917) 1920-ban a spanyolnáthában elhunyt. Második feleségétől, Nessi Melindától született két fia: Győrffy-Bengyel András és Győrffy-Bengyel Gábor.
Az első világháborúban vezérkari tisztként és különböző seregtest-parancsnokságok törzsében szolgált. 1917-től a honvédelmi minisztériumban tevékenykedett. A Tanácsköztársaság idején vöröskatona lett és a 23. majd a 6. hadosztálynál szolgált, később a Szolnokot visszafoglaló I. hadtest vezérkari főnöke.
1919. szeptember 1-től vezérkari őrnagy, 1921 októberében részt vett az ún. "budaörsi csatában" Horthy Miklós kormányzót támogató oldalon; ugyanettől az évtől alezredes lett vezérkari szolgálatban. A honvéd főparancsnokságon a honvéd vezérkarnál és a hadiakadémián teljesített szolgálat után előléptették ezredesnek, majd vezérőrnagynak. Beosztásait tekintve, a HM anyagi csoportfőnökének helyettese (1930–1935), anyagi csoportfőnöke (1936-1937). Később a honvédelmi minisztériumban osztályvezető, majd a honvédelmi miniszter helyettese, államtitkár (1941. február 11. – 1941. szeptember 15.).
Mint rangidős gyalogsági tábornok felsőházi tag lett 1941-ben. Vezérezredesnek 1941. augusztus 1-jén léptették elő. Bárdossy László felkérésére 1941. szeptember 15-től 1942 júniusában bekövetkezett haláláig – Bárdossy lemondását követően Kállay Miklós kormányában is – a közellátásügyi tárcanélküli miniszteri feladatokat látta el.

## További információk

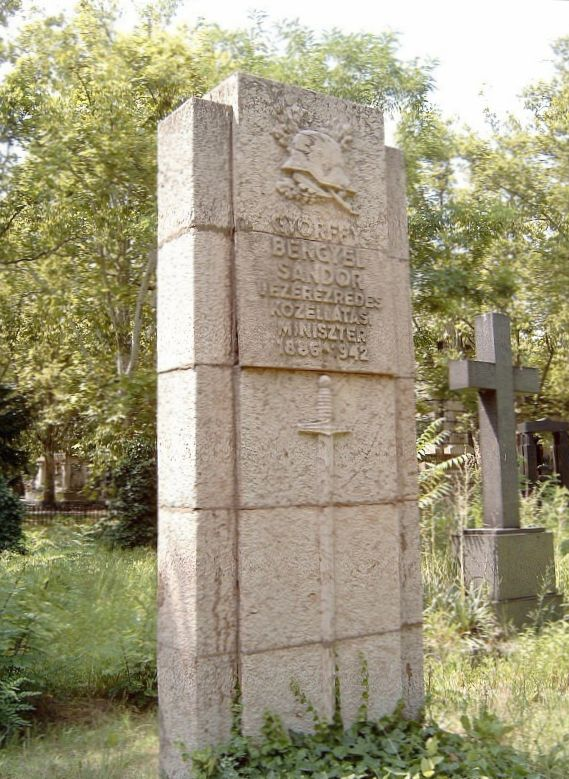
Sírja a Fiumei úti sírkertben